# Pitchfork
Pitchfork est un site web basé à Chicago, Illinois, États-Unis. Il est publié quotidiennement depuis 1995 et se spécialise dans la critique de musique indépendante, principalement rock (ou rock indépendant), mais aussi dans une moindre mesure folk, heavy metal, musique électronique et hip-hop. Le site web propose aussi des nouvelles sur la musique et des interviews, ainsi que des critiques occasionnelles de coffrets et de compilations particulières.
Les journalistes de Pitchfork acquièrent avec les années une réputation redoutable dans le monde de la musique indépendante, et leurs critiques sont aussi surveillées que celles des publications écrites traditionnelles comme Spin ou Rolling Stone. Le nom est inspiré par le tatouage qu'arbore le personnage de Tony Montana dans le film culte Scarface.
En 2015, Pitchfork est racheté par le groupe Condé Nast.
Le 17 janvier 2024, Condé Nast annonce l'intégration de Pitchfork au magazine GQ, ainsi que le licenciement d'une partie des salariés de Pitchfork,.

## Débuts
La version préliminaire de Pitchfork est mise en ligne pour la première fois en 1995 par Ryan Schreiber, un étudiant de Minneapolis au Minnesota. Le site, appelé Turntable, propose critiques et entrevues. Il n'est mis à jour que deux fois par mois. En mai 1996, le site est rebaptisé Dotpitch, mais le nom sera rapidement changé en raison de la confusion créée chez certains internautes, qui tapaient www..pitch.com dans leur navigateur web (dot signifiant « point » en anglais). C'est ainsi qu'à l'été 1996, le nom Pitchfork est choisi. Début 1999, Ryan Schreiber déménage Pitchfork Media à Chicago. À ce moment, le site offre chaque jour quatre nouvelles critiques d'albums. La section des nouvelles musicales est ajoutée en juillet de la même année.

## Lectorat et affluence
Dans un article publié dans son édition de septembre 2006, le magazine spécialisé Wired estimait à 150 000 visites par jour l'affluence sur Pitchfork. Pitchfork a maintenant une audience de plus de 240 000 visites par jour et plus de 1,5 million de visiteurs uniques par mois, ce qui en fait la publication musicale indépendante la plus populaire d'Internet.
Le 24 octobre 2003, le site pitchformula.com note que Pitchfork publie 5 575 critiques de 158 auteurs différents, d'une taille moyenne juste supérieure à 520 mots chacun, ce qui fait un total cumulé de 2 901 650 mots.

## Influence et critiques

### Influence
Lors de l'édition 2004 du CMJ Music Marathon à New York, des panelistes débattent, dans le volet conférence, le thème suivant : Is Pitchfork the new Rolling Stone? (Pitchfork est-il le nouveau Rolling Stone ?), ce qui démontre l'importance que prend le magazine web depuis le début de la décennie.
Bien qu'il soit toujours difficile de quantifier l'impact que peut avoir une publication, internet ou autre, sur la popularité d'un artiste ou les ventes de disque, la grande affluence sur le site permet de croire que Pitchfork peut jouer un grand rôle pour plusieurs artistes indépendants ayant bénéficié d'une couverture favorable de la part de leurs journalistes. Parmi les exemples qui semblent les plus probants : The Arcade Fire, qui reçoit une note quasi parfaite de 9,7 sur 10 pour son premier album, Funeral, en 2004 ; Clap Your Hands Say Yeah, une formation américaine ayant publié un album sans contrat de disque en 2005 ; ou encore le collectif canadien Broken Social Scene, mais aussi Sufjan Stevens, Interpol, The Go! Team, Junior Boys, The Books, Cold War Kids, Wolf Parade, Tapes 'n Tapes, No Age ou Titus Andronicus.
Le chanteur américain Bon Iver est aussi catapulté sur le devant de la scène médiatique à la suite de la critique très positive de son album auto-produit de 2007, For Emma, Forever Ago. Pitchfork est la seule publication à inclure cet album dans sa liste des meilleurs albums de 2007. Devant l'engouement, cet album a été réédité en 2008 et, cette fois-ci, seize publications influentes l'incluent dans leurs meilleurs albums de 2008. Time Magazine nomme Bon Iver au titre de Personnalité de l'année en 2012, citant à cette occasion la critique de Pitchfork comme le début de la reconnaissance pour cet artiste. Comme baromètre de l'influence de Pitchfork, on[Qui ?] peut aussi noter l'utilisation quasi systématique par les maisons de disques des critiques de Pitchfork (dès qu'elles sont bonnes) dans les dossiers de presse et comme stickers sur les albums mis à la vente.

### Critiques
À l'opposé, Pitchfork est souvent taxé d'élitisme et accusé de n'en avoir que pour les groupes inconnus, peu populaires, avec lesquels la masse n'est pas familière. De plus, Pitchfork est considéré comme favorisant les artistes à l'esthétique lo-fi par rapport aux autres genres du rock indépendant. On[Qui ?] a aussi pu entendre certains qualifier Pitchfork de site « bobo », en usant un peu trop souvent d'adjectifs tels cool ou pas cool pour qualifier des genres, des attitudes ou des artistes. Enfin, beaucoup reprochent à Pitchfork d'abuser de la note 0,0, ce qui dénoterait un certain mépris envers le travail effectué par l'artiste.
Quand Pitchfork demanda au comédien David Cross de compiler une liste de ses albums favoris, il délivra à la place une « Liste des albums à écouter tout en lisant les critiques excessives de Pitchfork. » Dans cette liste, il plaça en tout premier des critiques dithyrambiques d'albums inventés tout en se moquant du style Pitchfork. En 2004, le site humoristique Something Awful (en) crée une parodie du site de Pitchfork, appelé RichDork Media dans laquelle ils publient des critiques d'obscurs albums inventés de groupes de rock indépendant. Les albums y sont notés selon leur proximité avec Radiohead. Le 10 septembre 2007, le journal satirique The Onion publie un article dans lequel il parodie le créateur de Pitchfork, Ryan Schreiber, délivrant une critique de la musique en général, lui donnant une note de 6,8/10.
En août 2006, un dossier des serveurs de Pitchfork contenant environ 300 albums est compromis et plusieurs albums se retrouvent diffusés sur des sites de partage, notamment The Crane Wife (en) de The Decemberists, Return to Cookie Mountain de TV on the Radio ou Ys de Joanna Newsom.
Des critiques sont faites à Pitchfork d'effacer ou de changer d'anciennes critiques qui ne correspondent plus à l'évolution postérieure des goûts et des modes. Les albums concernés sont It Means Everything (en) de Save Ferris, Psyence Fiction d'UNKLE, Bless This Mess (en) de By Divine Right (en), The Boy with the Arab Strap de Belle and Sebastian, Zaireeka (en) de The Flaming Lips, Things Fall Apart de The Roots, In the Aeroplane over the Sea de Neutral Milk Hotel ou encore The Complete 1961 Village Vanguard Recordings de John Coltrane.

## Système de notation
La notation de Pitchfork repose sur deux modèles. Les singles étaient anciennement notés par un nombre d'étoiles (d'une étoile à cinq étoiles), mais, le 15, le site introduit un nouveau système reprenant celui des albums, avec une note sur 10. Toutefois, à la différence de ce qui est fait pour les albums, cette note est entière, sans décimale. Les albums reçoivent eux une note de 0,0 à 10,0 avec une décimale.
Le site pitchformula.com fait une enquête sur les 5 575 critiques faites par Pitchfork en date du 24 octobre 2003. Il en ressort que :
- la note moyenne pour les albums est de 6,7 ;
- 2 339 critiques ont attribué une note égale ou supérieure a 7,4 ;
- 2 362 critiques ont attribué une note entre 5,0 et 7,3 ;
- 873 critiques ont attribué une note inférieure ou égale à 4,9[11].

Trois albums ont eu une notation particulière. Il s'agit premièrement de In Rainbows de Radiohead. Cet album avait été offert par Radiohead en téléchargement légal contre une somme que les « acheteurs » fixaient eux-mêmes et qui pouvait être nulle. À l'instar de cela, la critique de cet album sur Pitchfork permettait au lecteur d'attribuer lui-même sa propre note. Toutefois, quand cela était effectué, un message apparaissait pour avertir le lecteur que la note donnée par la rédaction était de 9,3. Lorsque Radiohead a arrêté ce mode particulier de diffusion pour reprendre une vente habituelle, la critique de Pitchfork a suivi le même chemin en donnant directement la note attribuée par la rédaction.
Ensuite, l'album Do You Like Rock Music? du groupe British Sea Power reçoit la note de U,2. Enfin, l'album Relaxation of the Asshole de Robert Pollard a reçu la note de (1)0,0, c'est-à-dire une double notation de 10,0 et de 0,0 à la fois. Plusieurs groupes ont réussi à obtenir les notes maximale et minimale suivant leurs albums. C'est le cas de Sonic Youth (10,0 pour Daydream Nation et 0,0 pour NYC Ghosts and Flowers), de Kiss (10,0 pour Alive! et 0,0 à la fois pour Music from « The Elder » et pour Peter Criss) et de The Flaming Lips (10,0 pour The Soft Bulletin et 0,0 pour Zaireeka).
Joy Division est un cas exceptionnel : ses deux albums officiels ont reçu la note maximale[réf. nécessaire].
The Beatles est le groupe qui a reçu le plus grand nombre de fois la note maximale pour un album studio (six des treize albums officiels). Radiohead (trois albums studio) et Pavement (deux albums studio, une compilation) sont les seconds groupes à recevoir le plus de notes maximales, à savoir 3. Les artistes ayant reçu deux albums notés 10,0 sont The Clash (un album studio, une compilation), Miles Davis (deux albums studio), Joy Division (deux albums studio), R.E.M. (deux albums studio) The Velvet Underground (deux albums studio), Wire (deux albums studio) et Neil Young (deux albums studio, dont un avec le Crazy Horse)[réf. nécessaire].

## Albums et chansons de l'année

### Albums de l'année
| Année | Artiste                | Album                             | Nation      |
| ----- | ---------------------- | --------------------------------- | ----------- |
| 1999  | The Dismemberment Plan | Emergency & I (en)                | États-Unis  |
| 2000  | Radiohead              | Kid A                             | Royaume-Uni |
| 2001  | The Microphones (en)   | The Glow Pt. 2 (en)               | États-Unis  |
| 2002  | Interpol               | Turn on the Bright Lights         | États-Unis  |
| 2003  | The Rapture            | Echoes (en)                       | États-Unis  |
| 2004  | Arcade Fire            | Funeral                           | Canada      |
| 2005  | Sufjan Stevens         | Illinois                          | États-Unis  |
| 2006  | The Knife              | Silent Shout (en)                 | Suède       |
| 2007  | Panda Bear             | Person Pitch (en)                 | États-Unis  |
| 2008  | Fleet Foxes            | Sun Giant/Fleet Foxes             | États-Unis  |
| 2009  | Animal Collective      | Merriweather Post Pavilion        | États-Unis  |
| 2010  | Kanye West             | My Beautiful Dark Twisted Fantasy | États-Unis  |
| 2011  | Bon Iver               | Bon Iver                          | États-Unis  |
| 2012  | Kendrick Lamar         | Good Kid, M.A.A.D City            | États-Unis  |
| 2013  | Vampire Weekend        | Modern Vampires of the City       | États-Unis  |
| 2014  | Run the Jewels         | Run the Jewels 2 (en)             | États-Unis  |
| 2015  | Kendrick Lamar         | To Pimp a Butterfly               | États-Unis  |
| 2016  | Solange                | A Seat at the Table               | États-Unis  |
| 2017  | Kendrick Lamar         | DAMN.                             | États-Unis  |
| 2018  | Mitski                 | Be the Cowboy (en)                | États-Unis  |
| 2019  | Lana Del Rey           | Norman Fucking Rockwell!          | États-Unis  |
| 2020  | Fiona Apple            | Fetch the Bolt Cutters            | États-Unis  |
| 2021  | Jazmine Sullivan       | Heaux Tales                       | États-Unis  |
| 2022  | Beyoncé                | Renaissance                       | États-Unis  |
| 2023  | SZA                    | SOS                               | États-Unis  |
| 2024  | Cindy Lee              | Diamond Jubilee                   | Canada      |

### Chansons de l'année
| Année | Artiste                          | Chanson | Nation      |
| ----- | -------------------------------- | --- | ----------- |
| 2003  | Outkast                          | Hey Ya! | États-Unis  |
| 2004  | Annie                            | Heartbeat | Norvège     |
| 2005  | Antony and the Johnsons          | Hope There's Someone                                                                                          | Royaume-Uni |
| 2006  | Justin Timberlake featuring T.I. | My Love | États-Unis  |
| 2007  | LCD Soundsystem                  | All My Friends                                                                                                | États-Unis  |
| 2008  | Hercules and Love Affair         | Blind | États-Unis  |
| 2009  | Animal Collective                | My Girls | États-Unis  |
| 2010  | Ariel Pink                       | Round and Round                                                                                               | États-Unis  |
| 2011  | M83                              | Midnight City                                                                                                 | France      |
| 2012  | Grimes                           | Oblivion | Canada      |
| 2013  | Drake                            | Hold On, We're Going Home [ft. Majid Jordan]                                                                  | Canada      |
| 2014  | Future Islands                   | Seasons (Waiting on You)                                                                                      | États-Unis  |
| 2015  | Kendrick Lamar                   | Alright | États-Unis  |
| 2016  | Kanye West                       | Ultralight Beam [ft. Chance The Rapper, Kirk Franklin, The-Dream, Kelly Price, Natalie Green & Samoria Green] | États-Unis  |
| 2017  | Cardi B                          | Bodak Yellow                                                                                                  | États-Unis  |
| 2018  | The 1975                         | Love It If We Made It                                                                                         | Royaume-Uni |
| 2019  | FKA Twigs                        | Cellophane (en)                                                                                               | Royaume-Uni |
| 2020  | Cardi B                          | WAP [ft. Megan Thee Stallion]                                                                                 | États-Unis  |
| 2021  | Caroline Polachek                | Bunny Is a Rider                                                                                              | États-Unis  |
| 2022  | Alvvays                          | Belinda Says                                                                                                  | Canada      |
| 2023  | Lana Del Rey                     | A&W | États-Unis  |
| 2024  | Kendrick Lamar                   | Not Like Us                                                                                                   | États-Unis  |

## Festival Pitchfork
Les 29 et 30 juillet 2006 Pitchfork organise la première édition de son festival. Une quarantaine d'artistes, dont Yo La Tengo, Spoon, The Futureheads, Os Mutantes, The Walkmen, Art Brut ou Ted Leo and the Pharmacists, se produisent à cette première édition du Pitchfork Music Festival, réunissant environ 18 000 spectateurs au Union Park de Chicago. Le festival a désormais lieu annuellement. Depuis 2011, une déclinaison du festival est également organisée à Paris, dans la Grande Halle de la Villette.